# Ralph Alpher
Ralph Asher Alpher (3 de febrero de 1921 - 12 de agosto de 2007) fue un físico y cosmólogo estadounidense.

## Biografía
En 1948 escribió su tesis doctoral sobre la teoría del Big Bang, en la que explicaba la formación de las partículas elementales y los elementos ligeros hidrógeno y helio durante la fase de enfriamiento poco después del Big Bang, además de predecir la radiación cósmica de fondo. Incorporando los nombres de su profesor George Gamow y de Hans Bethe, que en realidad no estaba implicado, el trabajo se publicó como la teoría de Alpher-Bethe-Gamow en referencia a las tres primeras letras del alfabeto griego (alfa, beta, gamma).
Aunque el documento contenía nuevas e innovadoras ideas, las reacciones positivas fueron escasas. No fue hasta 1964 cuando Arno Penzias y Robert Woodrow Wilson consiguieron demostrar su teoría mediante investigaciones radioastronómicas con el descubrimiento de la radiación de fondo. Este hallazgo fue galardonado con el Premio Nobel, pero el galardón sólo se concedió a los investigadores que aportaron pruebas prácticas de la teoría, lo que Alpher consideró durante mucho tiempo una injusticia.
Alpher fue profesor del Union College de Schenectady de 1987 a 2004 y director del Observatorio Dudley, ambos en el estado de Nueva York.
En 1986, Alpher fue elegido miembro de la Academia Estadounidense de las Artes y las Ciencias. En 1975 se le concedió el premio Magalhães junto con Robert Herman, y la Medalla Nacional de la Ciencia en 2005. 